# Hashtag United FC
A Hashtag United Football Club egy fél-profi angol labdarúgócsapat az angliai Essex megyében, Pitsea kisvárosában. Jelenleg az Isthmian Premier League-ben, az angol hetedosztályban játszik, a Len Salmon Stadionban.

## Története
A csapatot 2016-ban alapította Spencer Carmichael-Brown internetes személyiség és eredetileg csak barátságos mérkőzéseket játszottak profi csapatok stábjai, amatőr csapatok és fél-profi csapatok ellen. Ezeket a mérkőzéseket felvették és legjobb pillanataikat feltöltötték YouTube-ra, ahol gyorsan nagyon sikeres lett a csapat. 2017-ben a csapat megnyerte az EE Wembley-Kupát, amit Carmichael-Brown rendezett évente, 2015-től kezdve. A csapat tagja volt Scott Pollock is, aki később profi labdarúgó lett, a Northampton Town szerződtette.
2017-ben Owen elkezdett tárgyalásokat tartani az angol labdarúgó-szövetséggel a Hashtag United esetleges csatlakozásáról az angol labdarúgó-piramishoz. A csapat az első szezonját a bajnoki rendszerben a 2018–2019-es évadban játszotta, az Eastern Counties League bajnokságban, a piramis tizedik szintjén. Azt követően, hogy csatlakoztak a bajnoksághoz, Carmichael-Brown lemondott, mint edző, helyére Jay Devereux érkezett. A csapat elveszítette első mérkőzését 2018. augusztus 4-én, 3–2-re, a Little Oakley ellen. A vereség ellenére a szezont bajnokként zárta a Hashtag, feljutva az Essex Senior League-be. A 2019–2020-as szezont félbe szakították a Covid19-pandémia miatt, mikor a csapat egy pontra volt a listavezető Saffron Walden Town mögött, hárommal kevesebb játszott mérkőzéssel. A 2020–2021-es szezon után, amit szintén nem fejeztek be a pandémia miatt, a Hashtag feljutott az Isthmian League Északi csoportjába, mivel a két megszakított szezon alatt ők szerezték átlagosan a legtöbb pontot mérkőzésenként a bajnokságban (96 pont, 38 mérkőzés).
A 2022–2023-as szezonban a csapat sorozatban 21 mérkőzést nyert meg, elnyerve a bajnoki címet és feljutva az Isthmian League legfelsőbb osztályába.

## Szezonok
| Szezon  | Bajnokság                                 | Szint | Pozíció | FA-Kupa                   | FA Vase / FA Trophy       | Jegyzetek                     |
| ------- | ----------------------------------------- | ----- | ------- | ------------------------- | ------------------------- | ----------------------------- |
| 2018–19 | Eastern Counties League Déli Első Csoport | 10    | 1/19    | –                         | –                         | Feljutott, bajnok             |
| 2019–20 | Essex Senior League                       | 9     | –       | –                         | Második selejtező-forduló | Szezon törölve                |
| 2020–21 | Essex Senior League                       | 9     | –       | Második selejtező-forduló | Második forduló           | Szezon félbehagyva, feljutott |
| 2021–22 | Isthmian League Északi csoport            | 8     | 8/20    | Előzetes forduló          | Első selejtező-forduló    |                               |
| 2022–23 | Isthmian League Északi csoport            | 8     | 1/20    | Első selejtező-forduló    | Első selejtező-forduló    | Feljutott                     |
| 2023–24 | Isthmian League Premier Division          | 7     |         |                           |                           |                               |

## Mezek
| Hazai | Vendég |

| Időszak   | Mezgyártó | Szponzor                       |
| --------- | --------- | ------------------------------ |
| 2017      | Umbro     | EE Limited                     |
| 2017–2018 | Umbro     | Top Eleven Football Manager    |
| 2018–2021 | Adidas    | Football Manager               |
| 2021–     | Hummel    | UFL / TGI Fridays (női csapat) |

## Más csapatok
A klubnak van amatőr csapata is, amit 2017-ben alapítottak West Oviedo néven és a Brentwood Sunday League másodosztályában játszott. Az első szezonjukban másodikak lettek és feljutottak az első osztályba. A 2018–2019-es szezonban megnyerték az első osztályt is. Egy ideig létezett a Hashtag Academy csapat is, ami a Next Level Football League-ben szerepelt.
Van utánpótlás és fejlesztési csapata is a klubnak, férfi és női kategóriákban is. A 2020–2021-es szezonban az utánpótlás csapat összeolvadt a Forest Glade csapatával. 2020 áprilisában a Hashtag bejelentette női csapatuk elindítását, a Hashtag United Woment, amit az AFC Basildon beolvasztásával hoztak létre. A női csapat az FA Women’s National League bajnokságban szerepel, ami a negyedik osztállyal megfelelő. 2022-ben megnyerték az essexi megyei kupát, mikor legyőzték a Billericay Townt 2–1-re a döntőben.

## Stadion
Miután csatlakozott a Eastern Counties League-hez, a csapat a Coles Park Stadionban kezdett játszani, a Haringey Borough-val megosztva. 2019 áprilisában, miután feljutottak az Essex Senior League-be, a csapat a Tilbury otthonába költözött, a Chadfields Stadionba. 2020 márciusában a csapat bejelentette, hogy az új otthonuk a Len Salmon Stadion lesz, ami a Bowers & Pitsea otthona. A két női csapat egyesülése óta a klub a Canvey Island Park Lane Stadionjában játszott, egészen 2022-ig. A 2022–2023-as szezon kezdete óta a Parkside Ground az otthonuk.
| Stadion            | Időszak         |
| Férfi csapat       | Férfi csapat    |
| ------------------ | --------------- |
| Coles Park Stadion | 2018–2019       |
| Chadfields Stadion | 2019–2020       |
| Len Salmon Stadion | 2020–napjainkig |
| Női csapat         |                 |
| Park Lane          | 2020–2022       |
| Parkside Ground    | 2022–napjainkig |

## Keret

### Férfi csapat
Frissítve: 2023. augusztus 10.
| # |     | Poszt | Név                |
| - | --- | ----- | ------------------ |
|   | ENG | K     | James Philip       |
|   | ENG | V     | Tom Anderson       |
|   | ENG | V     | Farai Tsingano     |
|   | ENG | V     | Harry Haysom       |
|   | ENG | V     | Matthew Wooldridge |
|   | ENG | V     | Wyan Reid          |
|   | ENG | V     | Greg Halford       |
|   | JAM | V     | Nathan Smith       |
|   | ENG | KP    | Max Cornhill       |

| # |     | Poszt | Név              |
| - | --- | ----- | ---------------- |
|   | GRE | KP    | Lewis Watson ()  |
|   | ENG | KP    | Sam Cornish      |
|   | KOS | KP    | Misha Djemaili   |
|   | ENG | KP    | Percy Kiangebeni |
|   | ENG | CS    | Joni Vukaj       |
|   | ENG | CS    | Toby Aromolaran  |
|   | ENG | CS    | Alex Teniola     |
|   | SOM | CS    | Sak Hassan       |
|   | ENG | CS    | Suleyman Zuhdu   |

### Női csapat
Frissítve: 2023. augusztus 12.
| # |     | Poszt | Név               |
| - | --- | ----- | ----------------- |
|   | ENG | K     | Jamie-Lee Bamford |
|   | ENG | V     | Courtney Lumley   |
|   | POR | V     | Eva Carvalho      |
|   | ENG | V     | Grace Gillard     |
|   | ENG | V     | Hayley West       |
|   | ENG | V     | Kat Canneman      |
|   | ENG | KP    | Cerys Adams       |
|   | ENG | KP    | Courtney Clarke   |
|   | ENG | KP    | Emma Samways      |

| # |     | Poszt | Név                |
| - | --- | ----- | ------------------ |
|   | ENG | KP    | Eva Frazzoni       |
|   | ENG | KP    | Gemma Baker        |
|   | ENG | KP    | Maizi Garwood      |
|   | ENG | KP    | Sasha Adamson      |
|   | ENG | KP    | Sophie Kelly       |
|   | ENG | CS    | Amy-Leigh Abrehart |
|   | ENG | CS    | Kelly Wealthall () |
|   | ENG | CS    | Maddie Farrand     |
|   | ENG | CS    | Malika Apindia     |

## Edzőstáb
| Pozíció                      | Név                                     |
| ---------------------------- | --------------------------------------- |
| Tulajdonosok                 | Spencer Carmichael-Brown                |
| Elnök                        | Spencer Carmichael-Brown                |
| Kereskedelmi igazgató        | Seb Carmichael-Brown                    |
| Vállalati igazgató           | Neil Smythe                             |
| Férfi csapat                 |                                         |
| Menedzser                    | Jay Devereux                            |
| Másodedző                    | Joe Keith                               |
| Kapusedző                    | Ben Sewell                              |
| Utánpótlás menedzser         | Ricky Evans                             |
| Utánpótlás másodedző         | Paul Prosser                            |
| Fejlesztési csapat menedzser | Denis Simpson                           |
| U18-as menedzser             | Cain Brougham                           |
| Női csapat                   |                                         |
| Menedzser                    | Jason Stephens                          |
| Másodedző                    | Craig Davidson                          |
| Edző                         | Wayne Rothon                            |
| Utánpótlás menedzser         | Marc Wilson                             |
| Utánpótlás másodedző         | Jack Costin                             |
| Női nagykövet                | Siobhan Chamberlain                     |
| Egyéb                        |                                         |
| Fizikoterapeuta              | Steve Carmichael-Brown és Alan Richards |
| Szertáros                    | Mikey Rumin                             |
| Utánőótlás-igazgató          | Derrick Pearson                         |

## Díjak, elismerések

### Férfi csapat
- Eastern Counties League déli első csoport-győztes: 2018–2019
- Isthmian League Északi csoport-győztes: 2022–2023

### Női csapat
- Női Essex-kupa-győztes: 2021–2022
- Női National League Division One Dél-keleti csoport-győztes: 2022–2023